# Arrest m.s. Canopus
Het arrest m.s. Canopus (HR 25 oktober 1989, NJ 1989/456) is een arrest van de Nederlandse Hoge Raad dat betrekking heeft op cocaïne-smokkel, waarbij een beroep op vrijwillige terugtred werd verworpen.

## Casus
Een Filipijns bemanningslid van een schip dat op weg was van Colombia naar Nederland, trad op als koerier van een partij van ruim 6 kilo cocaïne die hij in zijn hut bewaarde. Het was de bedoeling om deze partij in Rotterdam aan een zekere "Olga" over te dragen. Omdat aan boord een portemonnee met geld werd vermist, is op 14 december 1986 de gehele bemanning bijeengeroepen. De kapitein heeft toen medegedeeld de hutten te zullen doorzoeken, terwijl het de bemanning niet was toegestaan om tijdens de hutzoeking de bijeenkomst te verlaten. Hierop heeft verdachte bij de gezagvoerder opgebiecht dat hij een partij cocaïne in zijn hut had, en deze aan hem afgegeven. Dit alles gebeurde in internationale wateren op een schip dat onder goedkope vlag vaart. Verdachte werd in Southampton gearresteerd. Toen hij in Nederland werd vervolgd wegens poging tot invoer van cocaïne, beriep hij zich op vrijwillige terugtred.

## Rechtsvraag
Is het beroep op vrijwillig terugtred gerechtvaardigd (Nee) 

## Procesgang
Verdachte is door de rechtbank en in hoger beroep door het gerechtshof veroordeeld tot twee jaar gevangenisstraf. De verdachte gaat daar tegen in cassatie 

### Hoge Raad
Het verweer van vrijwillige terugtred is verworpen.
De Hoge Raad overwoog:

5.1.2

De Rb. heeft dit verweer als volgt verworpen:
Voor zover het pleidooi van de raadsman er tevens toe strekt te betogen dat de niet-voltooiing van het misdrijf aan de omstandigheid dat verdachte de kapitein van zijn voornemen op de hoogte stelde moet worden toegeschreven en derhalve geen sprake is van strafbare poging is de Rb. van oordeel dat ook dit betoog geen hout snijdt. Immers, zoals ook door verdachte ter terechtzitting is verklaard, kan er geen twijfel over bestaan dat verdachte de kapitein van zijn voornemen op de hoogte heeft gesteld omdat hij zeer wel begreep dat bij de naar aanleiding van het vermissen van geld aangekondigde hutzoeking de cocaine in zijn hut zou worden ontdekt. Van een vrijwillige terugtred van verdachte is dan ook allerminst sprake.

5.2.1

Het hof heeft het vonnis van de Rb. ook ten aanzien van de evenweergegeven overweging bevestigd.

5.2.2

Rb. en hof hebben aldus het gevoerde verweer verworpen op gronden welke die beslissing kunnen dragen.

5.2.3

In het bijzonder hebben Rb. en hof op grond van de bewijsmiddelen kunnen aannemen dat te dezen de dader alleen ten gevolge van
een omstandigheid van zijn wil onafhankelijk, nl. de dreiging van een onderzoek in zijn hut waarbij de aanzienlijke
hoeveelheid cocaine zeer waarschijnlijk zou zijn ontdekt, de uitvoering van het voorgenomen misdrijf niet heeft voltooid.